# Christian Mégret de Devise
Ne doit pas être confondu avec Christian Mégret.
Pour les articles homonymes, voir Mégret.
Christian Mégret de Devise, né le 13 octobre 1908 à Épinal et mort le 16 juin 1986 à Talant, est un militaire et résistant français, Compagnon de la Libération. Saint-Cyrien stationné au Maroc, il est fait prisonnier au début de la Seconde Guerre mondiale mais parvient à s'évader. D'abord membre de l'armée d'armistice, il combat ensuite avec la France libre et participe aux combats en Italie puis à la Libération de la France. Après la guerre, il poursuit sa carrière militaire jusqu'au grade de général de brigade.

## Biographie

### Jeunesse et engagement
Christian Mégret de Devise naît le 13 octobre 1908 à Épinal, d'un père commandant d'infanterie. Suivant les traces paternelles, il entre en 1928 à Saint-Cyr au sein de la promotion Foch où il côtoie notamment Jacques Massu. Affecté au Maroc où il participe à des opérations dans l'Atlas, il rejoint le 3e régiment de tirailleurs marocains où il est lieutenant.

### Seconde Guerre mondiale
Lorsqu'éclate la Seconde Guerre mondiale, Christian Mégret de Devise est promu capitaine et affecté au Groupe Aérien d'Observation 2/250 au sein duquel il devient observateur en avion. En pleine bataille de France, lui et son pilote parviennent à abattre un chasseur allemand le 10 mai 1940, lors d'une opération de reconnaissance. Mais deux semaines plus tard, le 24 mai, il est lui-même abattu dans le ciel de Sedan. Sorti indemne du crash, il est cependant capturé par la Wehrmacht et est interné à l'Oflag IV-D en Allemagne. Le 14 octobre 1941, il parvient à s'évader du camp et se rend au Maroc. Intégrant l'armée d'armistice, il est affecté au 8e régiment de tirailleurs marocains et combat notamment lors de l'opération Torch.
Rallié à la France libre en même temps que son régiment qui est intégré à la 2e division d'infanterie marocaine (2e DIM), il suit la progression des armées alliées et est engagé dans la campagne d'Italie. Il s'illustre sur les pentes des Monti delle Mainarde où, le 27 décembre 1943, il mène à l'assaut sa compagnie, détruisant plusieurs blockhaus et faisant de nombreux prisonniers. Le 12 janvier 1944, il se distingue à nouveau en tenant fermement sa position sur la Costa San Pietro puis, huit jours plus tard, en conduisant un assaut provoquant de lourdes pertes à l'ennemi dans la région de Mass Geremia. Dans le sillage de la 2e DIM, il participe ensuite au débarquement de Provence et à la Libération de la France. Après la bataille des Vosges, il est engagé dans la bataille d'Alsace au cours de laquelle, le 25 janvier 1945, il remplace son commandant blessé et lance son bataillon à l'assaut de la position de Grassaegerste.

### Après-Guerre
Poursuivant sa carrière militaire après la guerre, il est promu chef de bataillon en novembre 1945 et est affecté à Madagascar de 1947 à 1948. Après un retour au Maroc de 1956 à 1958, il participe aux combats en Algérie de 1961 à 1963. Promu colonel, il commande la subdivision militaire de Saône-et-Loire en 1963 puis prend sa retraite l'année suivante après avoir été promu général de brigade.
Christian Mégret de Devise meurt le 16 juin 1986 à Talant et est inhumé à Tillenay, en Côte-d'Or.

## Décorations
|  |  |  |  |  |  |
|  |  |  |  |  |  |
|  |  |  |  |  |  |
|  |  |  |  |  |  |

| Commandeur de la Légion d'honneur                             | Commandeur de la Légion d'honneur                             | Commandeur de la Légion d'honneur                             | Compagnon de la Libération Par décret du 20 novembre 1944 | Compagnon de la Libération Par décret du 20 novembre 1944 | Compagnon de la Libération Par décret du 20 novembre 1944 | Croix de guerre 1939-1945                               | Croix de guerre 1939-1945                               | Croix de guerre 1939-1945                               |
| Croix de guerre des Théâtres d'opérations extérieurs          | Croix de guerre des Théâtres d'opérations extérieurs          | Croix de guerre des Théâtres d'opérations extérieurs          | Croix de la Valeur militaire                              | Croix de la Valeur militaire                              | Croix de la Valeur militaire                              | Médaille des évadés                                     | Médaille des évadés                                     | Médaille des évadés                                     |
| Croix du combattant volontaire Avec agrafe "Guerre 1939-1945" | Croix du combattant volontaire Avec agrafe "Guerre 1939-1945" | Croix du combattant volontaire Avec agrafe "Guerre 1939-1945" | Médaille coloniale                                        | Médaille coloniale                                        | Médaille coloniale                                        | Médaille commémorative française de la guerre 1939-1945 | Médaille commémorative française de la guerre 1939-1945 | Médaille commémorative française de la guerre 1939-1945 |
| Médaille commémorative de la campagne d'Italie                |                                                               |                                                               |                                                           |                                                           |                                                           |                                                         |                                                         |                                                         |